# Boedo (metropolitana di Buenos Aires)
Boedo è una stazione della linea E della metropolitana di Buenos Aires. Si trova sotto l'intersezione delle avenida San Juan e Boedo, nel barrio di Boedo.
La stazione è stata proclamata monumento storico nazionale il 16 maggio 1997.

## Storia
La stazione fu attivata il 9 luglio 1960. È stata il capolinea della linea E fino all'apertura dei prolungamenti alle stazioni di Avenida La Plata e Bolívar, il 24 aprile 1966.

## Interscambi
Nelle vicinanze della stazione effettuano fermata diverse linee di autobus urbani ed interurbani.
- Fermata metropolitana (Humberto I, linea H)
- Fermata autobus

## Servizi
La stazione dispone di:
- Biglietteria a sportello
- Biglietteria automatica